# Harsányi Iván
Harsányi Iván (született Hirsch, Budapest, 1930. május 7. – Budapest, 2018. február 15.) magyar történész, pedagógus, egyetemi tanár.

## Élete
Hirsch Hugó és Csillag Erzsébet gyermekeként született.
1950–1954 között az Eötvös Loránd Tudományegyetem Lenin Intézetének történelem szakos hallgatója volt. Kezdetben betűszedő, majd 1954–57 között az ELTE Lenin Intézetének tanársegédje volt. 1957-ben az Athenaeum Irodalmi és Nyomdai Rt. korrektora. 1957–58-ban a Nap utcai általános iskolában tanított. 1958–1963 között a Központi Pedagógus Továbbképző Intézet, illetve az Országos Pedagógiai Intézet adjunktusa volt. 1963–69 között a Magyar Szocialista Munkáspárt KB agitációs-propaganda osztályának munkatársa volt. 1969–1986 között az MSZMP Politikai Főiskola nemzetközi munkásmozgalom-történeti tanszékének tanszékvezető docense, 1986–1990 között egyetemi tanára volt. 1990-től 10 évig a Janus Pannonius Tudományegyetem Bölcsészettudományi Karának modern kori történelem tanszékén egyetemi tanár volt. 2000 óta emeritus professzor. A Múltunk és az Acta Hispanica szerkesztő-bizottsági tagja.
Kutatási területe Spanyolország 19–20. századi történelme. A 20. századi spanyol-magyar kapcsolatok, a spanyol politikai rendszerek, szellemi és politikai áramlatok.

## Magánélete
1954-ben házasságot kötött Fenyves Ágnessel. Két fiuk született; László (1958) és György (1961).

## Művei
- A spanyol népfront 1936. februári választási győzelmétől a júliusi lázadásig (1976)
- A spanyol nép nemzeti-forradalmi háborújának 40. évfordulójára; TIT, Bp., 1977 (Történelmi füzetek)
- A Franco-diktatúra jellegéről (1983)
- A Franco-diktatúra születése. A Franco-rendszer keletkezése és a spanyol munkásmozgalom, 1938–1939; Kossuth, Bp., 1988
- 1943–1944 magyarországi eseményei spanyol diplomáciai iratok tükrében (1995)
- A spanyol polgárháború és magyar önkéntesei; szerk., dokumentumvál. Harsányi Iván; Magyar Ellenállók és Antifasiszták Szövetsége, Bp., 1996 (Antifasiszta füzetek)
- Egy eszmerendszer – két diktatúra a 20. századi Spanyolországban (1997)
- Diktátorok, diktatúrák. Ormos Mária, Székely Gábor, Krausz Tamás, Harsányi Iván, Pankovits József írásai; előszó Erényi Tibor; Napvilág, Budapest, 1997 (Akik nyomot hagytak a 20. századon)
- Ormos Mária: Mussolini / Harsányi Iván: Franco; Pannonica, Bp., 2001 (Fekete-fehér)
- A spanyol konzervativizmus a XX. században (2002)
- Spanyol dilemmák – spanyol megoldások a 19-20. század útvesztőjében; Pro Pannonia, Pécs, 2006 (Pannónia könyvek)
- A félperifériától a centrumig. Ibériai tanulmányok a hosszú 19. és a még hosszabb 20. századból (2011)
- Fölbolydult világ. Történeti és politikai írások; Magyar Lajos Alapítvány, Bp., 2014

## Díjai, kitüntetései
- Akadémiai Díj (1976)
- A Magyar Köztársasági Érdemrend tisztikeresztje (2009)[4]
- A spanyol király által adományozott Polgári Érdemrend Középkeresztje (Encomienda Mérito Civil, 2010)